# Croquet en los Juegos Olímpicos de París 1900 - Individual, 2 bolas
La prueba individual, 2 bolas, fue una de los tres eventos de croquet disputados en los Juegos Olímpicos de París 1900. Tuvo lugar el 4 de julio, y compitieron 8 deportistas, íntegramente provenientes de Francia. El formato de la competencia fue de simple eliminación en una Primera Ronda. Los ganadores se disputarían una segunda ronda, en un sistema todos contra todos, pero la no participación de los franceses Marcel Haëntjens y Marie Ohier, hizo que la cuarta plaza la obtuviera Al. Blachère.

## Resultado

### Primera ronda
| Ganador                  | Puntaje      | Perdedor                    |
| Maurice Vignerot (FRA)   | 2-0 (42-40)  | Mme. Després (FRA)          |
| Jacques Sautereau (FRA)  | 2-0 (41-19)  | Al. Blachère (FRA)          |
| Chrétien Waydelich (FRA) | No terminó   | Jeanne Filleaul-Brohy (FRA) |
| Marcel Haëntjens (FRA)   | No disputado | Marie Ohier (FRA)           |

### Segunda ronda
| Ubicación | Atleta                   | Ganados | Perdidos |
| --------- | ------------------------ | ------- | -------- |
| 1         | Chrétien Waydelich (FRA) | 3       | 0        |
| 2         | Maurice Vignerot (FRA)   | 2       | 1        |
| 3         | Jacques Sautereau (FRA)  | 1       | 2        |
| 4         | Al. Blachère (FRA)       | 0       | 3        |

| Ganador                  | Puntaje     | Perdedor                |
| Chrétien Waydelich (FRA) | 2-1 (42-41) | Maurice Vignerot (FRA)  |
| Chrétien Waydelich (FRA) | Desconocido | Jacques Sautereau (FRA) |
| Chrétien Waydelich (FRA) | Desconocido | Al. Blachère (FRA)      |
| Maurice Vignerot (FRA)   | 2-1 (42-41) | Jacques Sautereau (FRA) |
| Maurice Vignerot (FRA)   | walkover    | Al. Blachère (FRA)      |
| Jacques Sautereau (FRA)  | Desconocido | Al. Blachère (FRA)      |